# Viktor Rönnbäck
Viktor Rönnbäck, född 10 juli 1992 i Luleå, är en svensk före detta professionell ishockeyspelare (back). Hans moderklubb är Luleå HF.
Rönnbäck spelade en Elitseriematch för Luleå HF säsongen 2010-11.